# UCL主樓

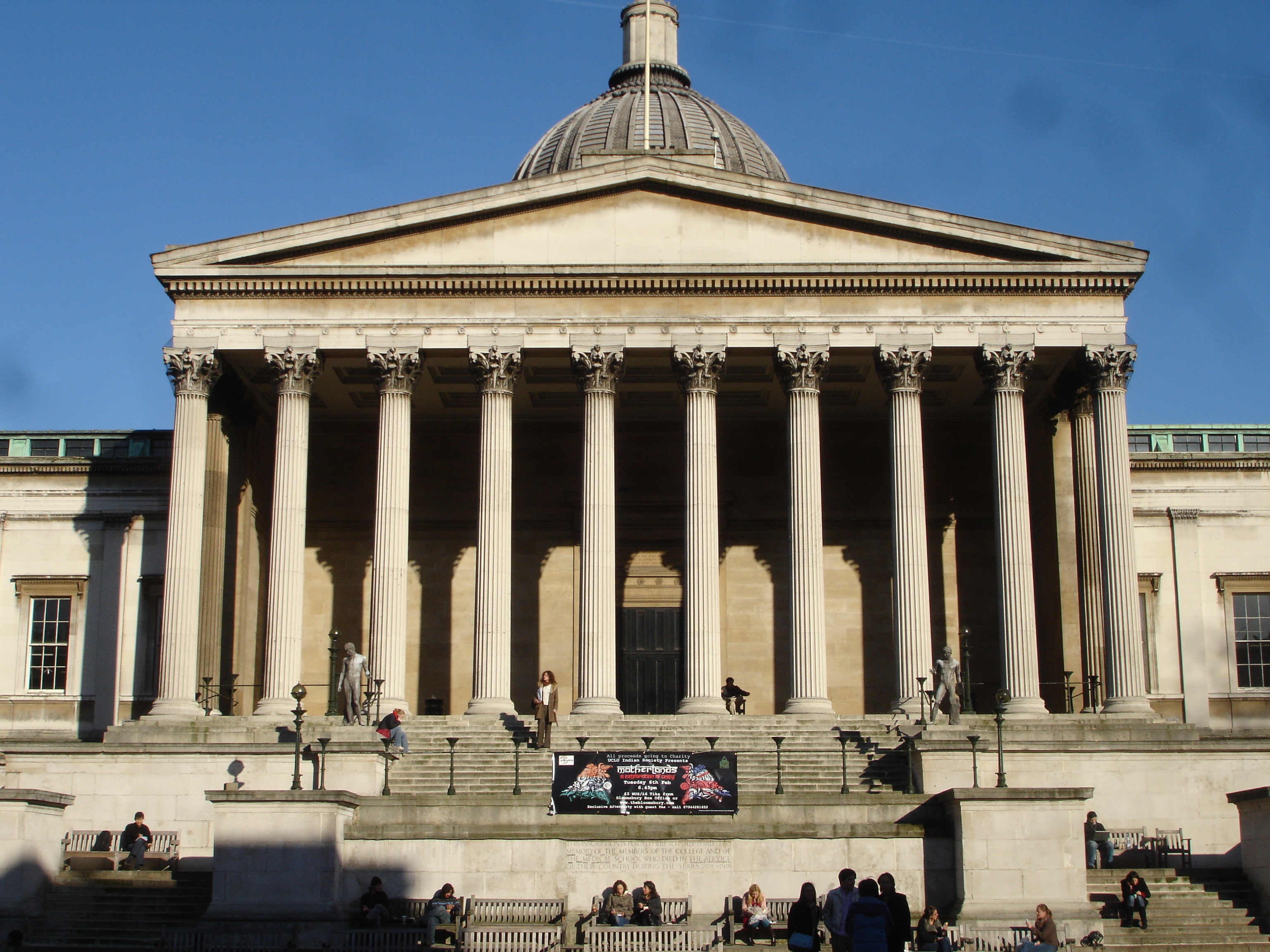
UCL主樓

UCL主樓（UCL Main Building）是倫敦大學學院的主要建築，包括威爾金斯大樓等建築，UCL的主圖書館亦位於該樓。1827年UCL成立一年之後，主樓的建設工程就已經開始。然而直到1985年UCL主樓才正式竣工。英國女王伊麗莎白二世參加了UCL主樓的竣工典禮。